# Eulampis holosericeus
El colibrí caribeño gorgiverde (Eulampis holosericeus), también denominado zumbador de pecho azul o zumbador pechiazul, es una especie de ave apodiforme de la familia Trochilidae, una de las dos pertenecientes al género Eulampis. Es nativo de las Antillas.

## Distribución y hábitat
Se distribuye en el este de Puerto Rico e islas adyacentes, en las Islas Vírgenes, Saba, San Eustaquio, Anguila, Antigua y Barbuda, San Bartolomé, San Martín, San Cristóbal y Nieves, Dominica, Guadalupe, Martinica, Montserrat,  Santa Lucía, San Vicente y las Granadinas, Barbados y Granada.
Esta especie es considerada un residente común en la mayor parte de su rango, en una variedad de hábitats que incluyen selvas húmedas, crecimientos secundarios, jardines, bosques semi-caducifolios con vegetación abierta, áreas cultivadas, parques, lados floridos de carreteras; también en áreas más secas en Martinica y áreas más costeras en el este de Puerto Rico. Apaentemente menos común en terrenos montañosos, pero en Dominica es más común en las colinas. Puede ser que se dispersen en áreas más húmedas en movimientos después de la reproducción.

## Decripción
Es un colibrí relativamente grande, mide entre 10,5 y 12 cm de longitud. La hembra adulta tiene algunas plumas de color naranja al verde claro debajo del pico , mientras el macho adulto tiene verde claro en mayor proporción. También la cola en la hembra adulta es roja-marrón oscuro terminando con las puntas en blanco, la cola del macho es azul oscuro. Tanto hembra como macho adulto tiene una banda azul intensa en el pecho, el vientre de ambos son verde-azul oscuro. La espalda de ambos es  color verde con tonos dorados.

## Sistemática

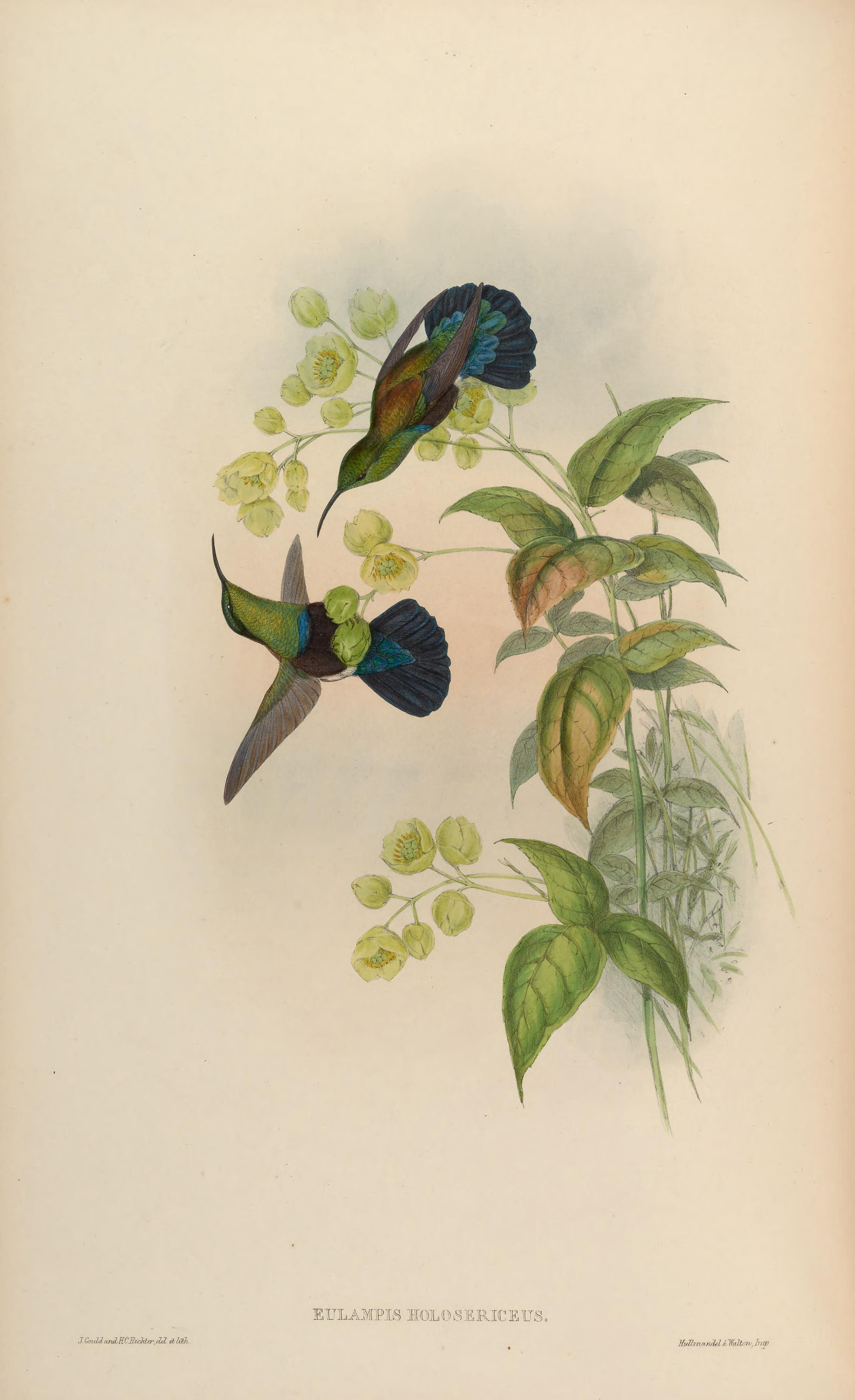
Eulampis holosericeus, ilustración de Gould y Richter en A monograph of the Trochilidae, or family of humming-birds vol. 2, 1861.

### Descripción original
La especie E. holosericeus fue descrita por primera vez por el naturalista sueco Carlos Linneo en 1758 bajo el nombre científico Trochilus holosericeus; su localidad tipo es: «América», restringido para «Antillas Menores».

### Etimología
El nombre genérico masculino «Eulampis» proviene de la palabra del griego «eulampēs» que significa ‘brillante’; y el nombre de la especie «holosericeus», proviene del griego «holosērikos» que significa ‘sedoso’.

### Taxonomía
Ya fue colocada en el pasado en un género monotípico Sericotes, con base en diferencias morfológicas.

### Subespecies
Según las clasificaciones del Congreso Ornitológico Internacional (IOC) y Clements Checklist/eBird  se reconocen dos subespecies, con su correspondiente distribución geográfica:
- Eulampis holosericeus holosericeus (Linnaeus), 1758 – este de Puerto Rico, islas Vírgenes y Antillas Menores (excepto Granada).
- Eulampis holosericeus chlorolaemus Gould, 1857 – Granada.